# (81) Terpsichore
Pour les articles homonymes, voir Terpsichore (homonymie).
(81) Terpsichore est un astéroïde de la ceinture principale découvert par Ernst Tempel le 30 septembre 1864. Il fut nommé d’après Terpsichore, la muse de la danse de la mythologie grecque.

## Compléments